# Podstava

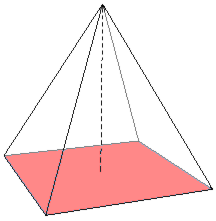
Podstava jehlanu

Podstava se nazývá ta stěna tělesa, na které bývá těleso postavené a která se od ostatních stěn liší tvarem. Pokud má těleso podstavy dvě, bývají shodné, nebo podobné. V matematice se dá počítat obsah podstavy, délka stran či průměr (např. v případě kruhové podstavy). Z obsahu podstavy se dá vypočítat objem některých těles, např. hranolů, kuželů, jehlanů apod.